# Natação no Campeonato Mundial de Esportes Aquáticos de 2024 - 400 m medley masculino

A prova dos 400 metros medley masculino da natação no Campeonato Mundial de Esportes Aquáticos de 2024 foi realizada no dia 18 de fevereiro de 2024 em Doha, no Catar.

## Formato da competição
A competição consiste em duas rodadas: eliminatórias e final. Os nadadores com os 8 melhores tempos nas baterias preliminares avançam a final. Desempates (swim-offs) são utilizados conforme necessário para quebrar os empates de avanço a próxima rodada.

## Cronograma
Todos os horários estão na hora local (UTC+3).
| Data            | Hora  | Evento        |
| --------------- | ----- | ------------- |
| 18 de fevereiro | 09:32 | Eliminatórias |
| 18 de fevereiro | 20:01 | Final         |

## Recordes
Antes desta competição, os recordes mundiais e do campeonato nesta prova eram os seguintes:
| Tipo                  | Atleta        | Tempo     | Local   | Data                |
| --------------------- | ------------- | --------- | ------- | ------------------- |
|                       | Léon Marchand | 4m 02s 50 | Fukuoka | 23 de julho de 2023 |
| Recorde do campeonato | Léon Marchand | 4m 02s 50 | Fukuoka | 23 de julho de 2023 |

## Medalhistas
| Ouro                            | Prata                         | Bronze             |
| Lewis Clareburt · Nova Zelândia | Max Litchfield · Grã-Bretanha | Daiya Seto · Japão |

## Resultados

### Eliminatórias
Esses foram os resultados das eliminatórias. A prova foi realizada no dia 18 de fevereiro com início às 09:32.
| Pos. | Bateria | Raia | Nadador              | Nacionalidade  | Tempo   | Notas |
| ---- | ------- | ---- | -------------------- | -------------- | ------- | ----- |
| 1    | 2       | 1    | David Johnston       | Estados Unidos | 4:12.51 | Q     |
| 2    | 2       | 3    | Max Litchfield       | Grã-Bretanha   | 4:12.54 | Q     |
| 3    | 2       | 4    | Daiya Seto           | Japão          | 4:13.06 | Q     |
| 4    | 3       | 4    | Carson Foster        | Estados Unidos | 4:13.24 | Q     |
| 5    | 3       | 3    | Lewis Clareburt      | Nova Zelândia  | 4:13.61 | Q     |
| 6    | 3       | 6    | Balázs Holló         | Hungria        | 4:13.93 | Q     |
| 7    | 2       | 6    | Lorne Wigginton      | Canadá         | 4:14.54 | Q     |
| 8    | 3       | 5    | Alberto Razzetti     | Itália         | 4:15.84 | Q     |
| 9    | 3       | 9    | Robert-Andrei Badea  | Roménia        | 4:18.43 |       |
| 10   | 3       | 1    | Collyn Gagne         | Canadá         | 4:18.74 |       |
| 11   | 2       | 0    | Marius Toscan        | Suíça          | 4:19.24 |       |
| 12   | 3       | 7    | Zhang Zhanshuo       | China          | 4:19.86 |       |
| 13   | 3       | 8    | Richard Nagy         | Eslováquia     | 4:20.76 |       |
| 14   | 2       | 8    | Kim Min-seop         | Coreia do Sul  | 4:20.93 |       |
| 15   | 1       | 6    | Anže Ferš Eržen      | Eslovênia      | 4:23.64 |       |
| 16   | 1       | 5    | Jaouad Syoud         | Argélia        | 4:23.66 |       |
| 17   | 3       | 2    | Matthew Sates        | África do Sul  | 4:25.04 |       |
| 18   | 1       | 3    | Tan Khai Xin         | Malásia        | 4:25.16 |       |
| 19   | 1       | 4    | Erick Gordillo       | Guatemala      | 4:25.34 |       |
| 20   | 2       | 9    | Nguyễn Quang Thuấn   | Vietname       | 4:28.72 |       |
| 21   | 3       | 0    | Wang Hsing-hao       | Taipé Chinesa  | 4:39.53 |       |
| 22   | 1       | 7    | Oliver Durand        | Namíbia        | 4:42.64 |       |
| 23   | 1       | 1    | Ahmed Theibich       | Bahrein        | 4:54.79 |       |
| –    | 2       | 5    | Tomoru Honda         | Japão          | DNS     | DNS   |
| –    | 1       | 2    | Jarod Arroyo         | Porto Rico     | DSQ     | DSQ   |
| –    | 2       | 2    | Apostolos Papastamos | Grécia         | DSQ     | DSQ   |
| –    | 2       | 7    | Thomas Jansen        | Países Baixos  | DSQ     | DSQ   |

### Final
A final foi realizada em 18 de fevereiro às 20:01.
| Pos.              | Raia | Nadador          | Nacionalidade  | Tempo   | Notas |
| ----------------- | ---- | ---------------- | -------------- | ------- | ----- |
| Medalha de ouro   | 2    | Lewis Clareburt  | Nova Zelândia  | 4:09.72 |       |
| Medalha de prata  | 5    | Max Litchfield   | Grã-Bretanha   | 4:10.40 |       |
| Medalha de bronze | 3    | Daiya Seto       | Japão          | 4:12.51 |       |
| 4                 | 6    | Carson Foster    | Estados Unidos | 4:12.62 |       |
| 5                 | 4    | David Johnston   | Estados Unidos | 4:13.05 |       |
| 5                 | 8    | Alberto Razzetti | Itália         | 4:13.05 |       |
| 7                 | 1    | Lorne Wigginton  | Canadá         | 4:14.98 |       |
| 8                 | 7    | Balázs Holló     | Hungria        | 4:19.66 |       |

Legenda
| Recorde mundial       | Recorde mundial (World record)               |                       | Recorde africano                      | Recorde africano (African) |                                           | Q | Classificado por posição (Qualified) |
| Recorde do campeonato | Recorde do campeonato (Championship record)  | Recorde da América    | Recorde da América (Americas)         | q                          | Classificado por melhor tempo (Qualified) |   |                                      |
| Melhor marca do ano   | Melhor marca do ano (World leading)          | Recorde asiático      | Recorde asiático (Asian)              | DNS                        | Não largou (Did not start)                |   |                                      |
| Recorde nacional      | Recorde nacional (National record)           | Recorde europeu       | Recorde europeu (European)            | DNF                        | Não terminou (Did not finish)             |   |                                      |
| Recorde pessoal       | Recorde pessoal do atleta (Personal best)    | Recorde da Oceania    | Recorde da Oceania (Oceania)          | DSQ / DQ                   | Desclassificado (Disqualified)            |   |                                      |
| Recorde da temporada  | Recorde da temporada do atleta (Season best) | Recorde sul-americano | Recorde sul-americano (South America) | NM                         | Sem marca (No mark)                       |   |                                      |